# De dood van de rechter
De dood van de rechter is een hoorspelserie van Adolf Schröder. Der Tod des Richters werd vanaf 15 november 1987 door de Südwestfunk uitgezonden. Loes Moraal vertaalde ze en de AVRO zond ze uit vanaf zondag 22 april 1990. De regisseur was Hero Muller.

## Delen
- Deel 1 (duur: 22 minuten)
- Deel 2 (duur: 26 minuten)
- Deel 3 (duur: 29 minuten)

## Rolbezetting
- Sjoerd Pleijsier (Bernd Gerber)
- Peter Aryans (Johann Gerber)
- Simone Rooskens (Annemarie Gerber)
- Guusje Westerman (Eva Gerber)
- Jim Berghout (Erich Gerber)
- Teuntje de Klerk (een verkoopster & Maike, een secretaresse)
- Angelique de Boer (Angela Greene)
- Pieter Lutz (Heinrich Borchert, commissaris van politie)
- Wim van den Heuvel (Peter Timm, zijn assistent)
- Camilla Braaksma (Jennifer Landowsky)

## Inhoud
Op een herfstavond wordt Heinrich Borchert, commissaris van politie, in zijn privé-woning opgebeld door een jongeman. Hij kondigt hem aan dat hij zijn vader wil vermoorden. Hij maakt noch zijn naam noch zijn motief bekend, maar voor hij de hoorn neerlegt, verwijst hij vaag naar een krantenartikel. Hoewel het telefoontje nauwelijks concrete feiten bevat, zet het Heinrich Borcherts fantasie aan het werk. In de krant vindt hij slechts één artikel dat in aanmerking zou kunnen komen. Het is een bericht over een gepensioneerde rechter aan wie verweten wordt dat hij in de laatste twee jaren van de oorlog onverantwoorde terdoodveroordelingen als lid van de krijgsraad geveld heeft. Tegen Johann Gerber, zo luidt de naam van de rechter, werd evenwel nooit een strafproces aangespannen. De volgende dag zoeken Heinrich Borchert en zijn assistent de rechter op. Bij de gesprekken met het echtpaar Gerber wordt het steeds waarschijnlijker dat het telefoontje gepleegd werd door de jongste zoon van de rechter, die naar men zegt in München zou moeten zijn. Ondertussen zwerft deze zoon, Bernd Gerber, na een nacht in een hotel in Hamburg rond. De politie zoekt hem en hij doet alles om hun de speurtocht gemakkelijk te maken…